# Boston-Marathon 1970
Der Boston-Marathon 1970 war die 74. Ausgabe der jährlich stattfindenden Laufveranstaltung in Boston, Vereinigte Staaten. Der Marathon fand am 20. April 1970 statt.
Bei den Männern gewann Ron Hill in 2:10:31 h und bei den Frauen Sara Mae Berman in 3:05:08 h.

## Ergebnisse

### Männer
| Platz | Athlet            | Land                   | Zeit (h) |
| ----- | ----------------- | ---------------------- | -------- |
| 01    | Ron Hill          | Vereinigtes Königreich | 2:10:30  |
| 02    | Eamon O’Reilly    | Vereinigte Staaten     | 2:11:12  |
| 03    | Patrick McMahon   | Irland                 | 2:14:53  |
| 04    | Pentti Rummakko   | Finnland               | 2:14:59  |
| 05    | Kalle Hakkarainen | Finnland               | 2:19:42  |
| 06    | Kenny Moore       | Vereinigte Staaten     | 2:19:47  |
| 07    | Robert Moore      | Kanada                 | 2:20:07  |
| 08    | Andy Boychuk      | Kanada                 | 2:21:06  |
| 09    | William Clark     | Vereinigte Staaten     | 2:22:17  |
| 10    | Wayne Yetman      | Kanada                 | 2:22:32  |

### Frauen
| Platz | Athletin         | Land               | Zeit (h)  |
| ----- | ---------------- | ------------------ | --------- |
| 01    | Sara Mae Berman  | Vereinigte Staaten | 3:05:07   |
| 02    | Nina Kuscsik     | Vereinigte Staaten | 3:12:16   |
| 03    | Sandra Zerrangi  | Vereinigte Staaten | 3:30:00 * |
| 04    | Diane Fournier   | Vereinigte Staaten | 3:32:00 * |
| 05    | Kathrine Switzer | Vereinigte Staaten | 3:34:00 * |

* ungefähre Zeit